# Ulf Eriksson
Ulf Helmer Johan Eriksson (né le 26 mai 1942 à Sollefteå) est un  arbitre suédois de football.

## Carrière
Il a officié dans des compétitions majeures : 
- Coupe du monde de football de 1978 (2 matchs)
- JO 1980 (3 matchs)